# Latitude Festival
Le Latitude Festival est un festival de musique se déroulant dans le parc de Henham  près de Southwold, dans le Suffolk, localisé à environ deux cents kilomètres de Londres et créé en 2006. Il a lieu annuellement pendant trois jours à la mi-juillet. Son affiche musicale est éclectique avec quatre scènes: elle réunit des artistes importants de tout style.
Il y a aussi une scène comédie et aussi un immense endroit avec des espaces jeux et activités culturelles pour les enfants, adolescents et la famille des festivaliers.
Le festival a été primé à de multiples reprises.

## Présentation

### Historique
La première édition du Latitude Festival voit le jour en 2006 sous l'impulsion du promoteur Melvin Benn.

## Scènes
Le festival possède les scènes suivantes:
- The Obelisk Arena   c'est la scène principale.
- The  BBC Sounds   Stage c'est la deuxième scène sous une immense tente / chapiteau
- The Sunrise Stage c'est la troisième scène dite de musique alternative
- Comedy – c'est un immense chapiteau destiné à recevoir des artistes humoristiques anglais très connus
- Across The Arts – endroit multidisciplinaire
- Kids, Teen and Family - espace pour les enfants, les adolescents et leur famille

## Programmation

### Années 2020

#### 2022

##### 2023
L'édition 2023 a eu lieu du vendredi 21 juillet au dimanche 23 juillet.
| Obelisk Arena     |                   |                   |
| Friday (vendredi) | Saturday (samedi) | Sunday (dimanche) |
| Pulp              | Paolo Nutini      | George Ezra       |

| BBC Sounds Stage  |                   |                   |
| Friday (vendredi) | Saturday (samedi) | Sunday (dimanche) |
|                   |                   | Siouxsie          |